# Phraatès IV
Pour les articles homonymes, voir Phraatès.
Phraatès IV est roi de Parthie de 38 à 2 av. J.-C..

## Biographie
Pour monter sur le trône,  Phraatès IV aurait assassiné son père Orodès II, ses trente frères survivants et son fils aîné déjà adulte.
Phraatès IV doit faire face en 36 av. J.-C. aux légions de Marc Antoine. Ce dernier, allié au roi Artavazde II, mène une offensive à partir du royaume d'Arménie et envahit l'Empire parthe par l'Atropatène, où il assiège la ville de Maragha. Le roi parthe oblige les Romains à abandonner le siège, et la retraite de leur armée leur permet d'éviter de peu un nouveau désastre.
Phraatès IV se voit ensuite disputer le trône par Tiridate II, allié des Romains, et est contraint de traiter avec ceux-ci. Il conclut avec Auguste en 20 av. J.-C. un traité de paix, et lui rend les enseignes romaines prises sur Crassus, proconsul de Syrie à la bataille de Carrhae en 53 av. J.-C..
Dix ans après, Phraatès IV donne aux Romains quatre de ses fils en otages : Vononès, Phraatès, Rhodaspès et Serapasdanès, qui sont élevés princièrement à Rome, où les deux derniers meurent. Deux de ses petits-fils, Tiridate et Meherdatès, deviennent également otages et seront eux aussi des prétendants au royaume des Parthes.
Phraatès IV épouse ensuite Musa, une esclave italienne donnée par Auguste, selon un accord de paix entre les deux empires. Elle contribue à répandre l'influence romaine dans l'Asie antérieure. Musa, voulant réserver le trône à son propre fils Phraatacès, n'hésite pas à empoisonner le vieux roi.

## Sources
- Tacite, Annales [lire en ligne], Livres II, VI et XII.
- Justin, Abrégé des histoires philippiques de Trogue Pompée, Livre XLII, chapitre 5.
- René Grousset, L'Empire du Levant : Histoire de la Question d'Orient, Paris, Payot, coll. « Bibliothèque historique », 1949 (réimpr. 1979), 648 p. (ISBN 978-2-228-12530-7).
- André Verstandig, Histoire de l'empire parthe. Le Cri. 2001,  (ISBN 978-2871062790) « Phraate IV, le triomphe de l'autoritarisme » p. 195-220